# Élections sénatoriales de 2011 dans la Seine-Saint-Denis
 (septembre 2014).
Les élections sénatoriales dans la Seine-Saint-Denis ont eu lieu le 25 septembre 2011. Elles ont pour but d'élire les sénateurs représentant le département au Sénat pour un mandat de six années.

## Contexte départemental
Lors des élections sénatoriales de 2004 en Seine-Saint-Denis, six sénateurs ont été élus selon un mode de scrutin proportionnel : un Divers droite, un UMP, deux du PCF et deux du PS.
Depuis, tous les effectifs du collège électoral des grands électeurs ont été renouvelés, avec les élections législatives françaises de 2007, les élections régionales françaises de 2010, les élections cantonales de 2008 et 2011 et les élections municipales françaises de 2008.

## Sénateurs sortants
| Sénateur | Sénateur           | Parti | Fonctions lors de l'élection en 2004 |
| -------- | ------------------ | ----- | ------------------------------------ |
|          | Éliane Assassi     | PCF   | Conseillère municipale de Drancy     |
|          | Jack Ralite        | PCF   | Conseiller municipal d'Aubervilliers |
|          | Dominique Voynet   | EELV  | Ancienne ministre                    |
|          | Jacques Mahéas     | PS    | Maire de Neuilly-sur-Marne           |
|          | Philippe Dallier   | UMP   | Maire des Pavillons-sous-Bois        |
|          | Christian Demuynck | UMP   | Maire de Neuilly-Plaisance           |

## Présentation des listes et des candidats
Les nouveaux représentants sont élus pour une législature de 6 ans au suffrage universel indirect par les 2074 grands électeurs du département. En Seine-Saint-Denis, les sénateurs sont élus au scrutin proportionnel plurinominal. Leur nombre reste inchangé, 6 sénateurs sont à élire et 8 candidats doivent être présentés sur la liste pour qu'elle soit validée. Chaque liste de candidats est obligatoirement paritaire et alterne entre les hommes et les femmes. 6 listes ont été déposées dans le département. Elles sont présentées ici dans l'ordre de leur dépôt à la préfecture et comportent l'intitulé figurant aux dossiers de candidature.

### Parti socialiste - EELV - Parti radical de gauche
| N° | Candidats | Candidats        | Parti | Principales fonctions                         |
| -- | --------- | ---------------- | ----- | --------------------------------------------- |
| 01 |           | Gilbert Roger    | PS    | Conseiller général, maire de Bondy            |
| 02 |           | Aline Archimbaud | EELV  | Adjointe au maire de Pantin                   |
| 03 |           | Claude Dilain    | PS    | Conseiller général, maire de Clichy-sous-Bois |
| 04 |           | Évelyne Yonnet   | PS    | Adjointe au maire d'Aubervilliers             |
| 05 |           | Gérard Cosimi    | PRG   | Conseiller municipal de Livry-Gargan          |
| 06 |           | Khady Dieng      | DVG   | Adjointe au maire d'Aulnay-sous-Bois          |
| 07 |           | Pierre Stoeber   | EELV  | Conseiller municipal des Lilas                |
| 08 |           | Elisabeth Pochon | PS    | Conseillère municipale de Villemomble         |

### Front national
| N° | Candidats | Candidats               | Parti | Principale fonction |
| -- | --------- | ----------------------- | ----- | ------------------- |
| 01 |           | Gilles Clavel           | FN    |                     |
| 02 |           | Christine Benaut        | FN    |                     |
| 03 |           | Pierre-Antoine Lebeault | FN    |                     |
| 04 |           | Gisèle Metay            | FN    |                     |
| 05 |           | Cyril Bozonnet          | FN    |                     |
| 06 |           | Christine Jouani        | FN    |                     |
| 07 |           | André Lidoz             | FN    |                     |
| 08 |           | Sylvie Laugier          | FN    |                     |

### Nouveau Centre - Parti radical - MoDem
| N° | Candidats | Candidats             | Parti | Principales fonctions                              |
| -- | --------- | --------------------- | ----- | -------------------------------------------------- |
| 01 |           | Vincent Capo-Canellas | NC    | Conseiller général, maire du Bourget               |
| 02 |           | Aude Lavail-Lagarde   | NC    | Conseillère régionale, adjointe au maire de Drancy |
| 03 |           | Dominique Bailly      | NC    | Maire de Vaujours                                  |
| 04 |           | Florence Genet        | NC    | Conseillère municipale d'Aulnay-sous-Bois          |
| 05 |           | Hervé Chevreau        | DVD   | Conseiller général, maire d'Épinay-sur-Seine       |
| 06 |           | Yamina Khelifi        | MoDem | Conseiller municipal de Pierrefitte-sur-Seine      |
| 07 |           | William Delannoy      | NC    | Conseiller municipal de Saint-Ouen                 |
| 08 |           | Nicole Rivoire        | MoDem | Adjointe au maire de Noisy-le-Sec                  |

### Front de gauche
| N° | Candidats | Candidats        | Parti | Principale fonction                                          |
| -- | --------- | ---------------- | ----- | ------------------------------------------------------------ |
| 01 |           | Éliane Assassi   | PCF   | Sénatrice sortante, conseillère municipale de Drancy         |
| 02 |           | Didier Paillard  | PCF   | Vice-président de la CA Plaine Commune, maire de Saint-Denis |
| 03 |           | Juliette Prados  | PG    | Conseillère municipale de Montreuil                          |
| 04 |           | François Calaret | GU    |                                                              |
| 05 |           | Nathalie Lana    | PCF   |                                                              |
| 06 |           | Roland Gallosi   | PCF   | Conseiller municipal d'Aulnay-sous-Bois                      |
| 07 |           | Nabiha Rezralla  | PG    |                                                              |
| 08 |           | Arnaud Keraudren | PG    | Vice-président de la CA Terres de France                     |

### Union pour un mouvement populaire
| N° | Candidats | Candidats        | Parti | Principale fonction                                                 |
| -- | --------- | ---------------- | ----- | ------------------------------------------------------------------- |
| 01 |           | Philippe Dallier | UMP   | Sénateur sortant, maire des Pavillons-sous-Bois                     |
| 02 |           | Martine Valleton | UMP   | Conseillère régionale, conseillère générale du canton de Villepinte |
| 03 |           | Michel Teulet    | UMP   | Conseiller général, maire de Gagny                                  |
| 04 |           | Françoise Touzot | UMP   |                                                                     |
| 05 |           | Thierry Meignen  | UMP   |                                                                     |
| 06 |           | Séverine Maroun  | UMP   |                                                                     |
| 07 |           | Éric Darru       | UMP   |                                                                     |
| 08 |           | Nadia Lenoury    | UMP   | Conseillère municipale d'Aubervilliers                              |

### Divers gauche
| N° | Candidats | Candidats           | Parti | Principale fonction |
| -- | --------- | ------------------- | ----- | ------------------- |
| 01 |           | Sandra Paredes      | DVG   |                     |
| 02 |           | Jean-François Dupuy | DVG   |                     |
| 03 |           | Jennifer Mineiro    | DVG   |                     |
| 04 |           | Florian Hay         | DVG   |                     |
| 05 |           | Isabelle Lévêque    | DVG   |                     |
| 06 |           | Umut Adet           | DVG   |                     |
| 07 |           | Miriana Lazic       | DVG   |                     |
| 08 |           | Sébastien Cesco     | DVG   |                     |

## Résultats
| Tête de liste  | Tête de liste         | Liste          | Voix  | %      | Élus |
| -------------- | --------------------- | -------------- | ----- | ------ | ---- |
|                | Gilbert Roger         | PS-EELV-PRG    | 842   | 41,97  | 3    |
|                | Éliane Assassi        | PCF-PG-GU      | 512   | 25,52  | 1    |
|                | Philippe Dallier      | UMP            | 345   | 17,20  | 1    |
|                | Vincent Capo-Canellas | NC-MoDem       | 286   | 14,26  | 1    |
|                | Gilles Clavel         | FN             | 17    | 0,85   |      |
|                | Sandra Paredes        | DVG            | 4     | 0,20   |      |
|                |                       |                |       |        |      |
| Inscrits       | Inscrits              | Inscrits       | 2 074 | 100,00 |      |
| Abstentions    | Abstentions           | Abstentions    | 20    | 0,96   |      |
| Votants        | Votants               | Votants        | 2 054 | 99,04  |      |
| Blancs et nuls | Blancs et nuls        | Blancs et nuls | 48    | 2,31   |      |
| Exprimés       | Exprimés              | Exprimés       | 2 006 | 96,72  |      |

### Sénateurs élus
| Sénateur | Sénateur              | Parti |
| -------- | --------------------- | ----- |
|          | Éliane Assassi        | PCF   |
|          | Aline Archimbaud      | EELV  |
|          | Gilbert Roger         | PS    |
|          | Claude Dilain         | PS    |
|          | Vincent Capo-Canellas | NC    |
|          | Philippe Dallier      | UMP   |